# Spongicoloides
Spongicoloides is een geslacht van kreeftachtigen uit de klasse van de Malacostraca (hogere kreeftachtigen).

## Soorten
- Spongicoloides evolutus (Bouvier, 1905)
- Spongicoloides galapagensis Goy, 1980
- Spongicoloides hawaiiensis Baba, 1983
- Spongicoloides iheyaensis Saito, Tsuchida & Yamamoto, 2006
- Spongicoloides inermis (Bouvier, 1905)
- Spongicoloides koehleri (Caullery, 1896)
- Spongicoloides novaezelandiae Baba, 1979
- Spongicoloides profundus Hansen, 1908
- Spongicoloides tabachnicki Burukovsky, 2009